# ヘンリー・ケーター

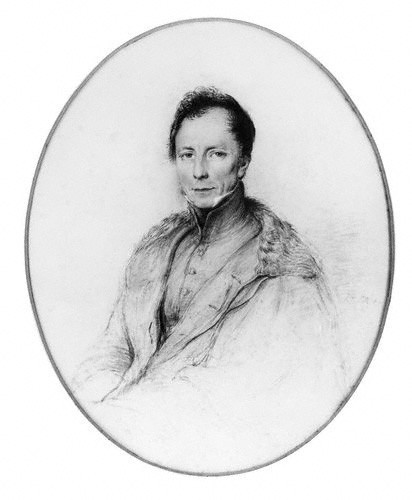
ヘンリー・ケーター

ヘンリー・ケーター（Henry Kater、1777年4月16日 - 1835年4月26日）は、イギリスの科学者である。
重力加速度を求めるのに使われたケーターの振り子の発明者であり、実験機器の精度の向上、天文学に関する研究に功績があった。

## 経歴
ブリストルに生れた。始め法律を学ぶが、父親の死によって1794年、軍隊に入り、インドに派遣された。健康を害して1804年イギリスに戻り、1814年に退役。同年王立協会のフェローに選出され、科学的実験の仕事を行った。ケーターの振り子の研究で1817年にコプリ・メダルを受賞した。その他に反射望遠鏡のグレゴリー式とカセグレン式の得失の研究、羅針盤の発明、羅針盤用軸受けの材質の研究、長さの標準に関する仕事、月食観測による経度の決定法などを研究した。

## 賞・叙勲等
- コプリ・メダル（1817年）
- ベーカリアン・メダル（1820年）
- 王立天文学会ゴールドメダル（1831年）